# Chiesa di San Leonardo (Siena)
La chiesa di San Leonardo è situata in via Val di Montone a Siena.

## Storia
Risalente nella struttura al 1173, la piccola chiesa di San Leonardo fu occupata dai cavalieri dell'ordine dell'ospedale di San Giovanni di Gerusalemme, primo nome dei cavalieri ospitalieri, che poi convertì ancora il suo nome in Cavalieri di Malta. Alla loro soppressione, la chiesa passò al demanio, da cui la comprò il nobile Celso Bargagli che, su interessamento dell'arcivescovo Anton Felice Zondadari, la donò alla contrada nel 1818.
Fu gravemente danneggiata dal terremoto del 1798, restaurata nel 1938 su progetto dell'architetto senese Egisto Bellini che ne ricostruì la facciata in stile neoromanico, in laterizio con campanile a vela.
L'intervento dell'architetto Giovanni Michelucci, iniziato nel 1978, ha mirato al ripristino dell'ambiente neoclassico interno con lo smontaggio dell'altare e dell'apparato decorativo barocco e al recupero funzionale dell'ambiente mediante il rifacimento delle coperture, il risanamento e il rifacimento della pavimentazione e, sul retro, con la demolizione delle tramezzature esistenti, per la creazione di un unico ambiente soppalcato ad uso di piccolo museo della Contrada.
L'edificio venne inaugurato nella sua nuova veste il 28 giugno 1986 l'intervento michelucciano è citato nel Catalogo delle opere edito nello stesso anno.

## Architettura

### Ubicazione
L'ex-oratorio di San Leonardo fa parte di un complesso architettonico prospiciente lo slargo in angolo tra la via delle Cantine e l'inizio della via di Val di Montone, nella zona sud di Siena, nei pressi della Porta Romana.
La via di Val di Montone si configura come una gradonata piuttosto ripida che dal livello dello slargo guadagna la sommità del "Montone" (da cui il nome della contrada) su cui si trovano la basilica dei servi di Maria con l'annesso convento e, contigua, la sede della contrada stessa. A partire dalla metà della gradonata, si costeggia sul lato sinistro, salendo, un continuum edilizio che comprende il nuovo Museo della contrada, l'oratorio della SS. Trinità e un piccolo gruppo di abitazioni saldate al complesso della basilica. Sul lato destro si trova invece un altro vasto complesso conventuale con annessa chiesa.
Sul retro, il complesso che racchiude l'ex-oratorio affaccia su un altro, più vasto slargo a metà della via Roma, circondato da edifici che, al pari di quelli sulla parte anteriore, sono nella totalità realizzati in laterizio faccia a vista, secondo il linguaggio architettonico tipico della città.

### Esterno

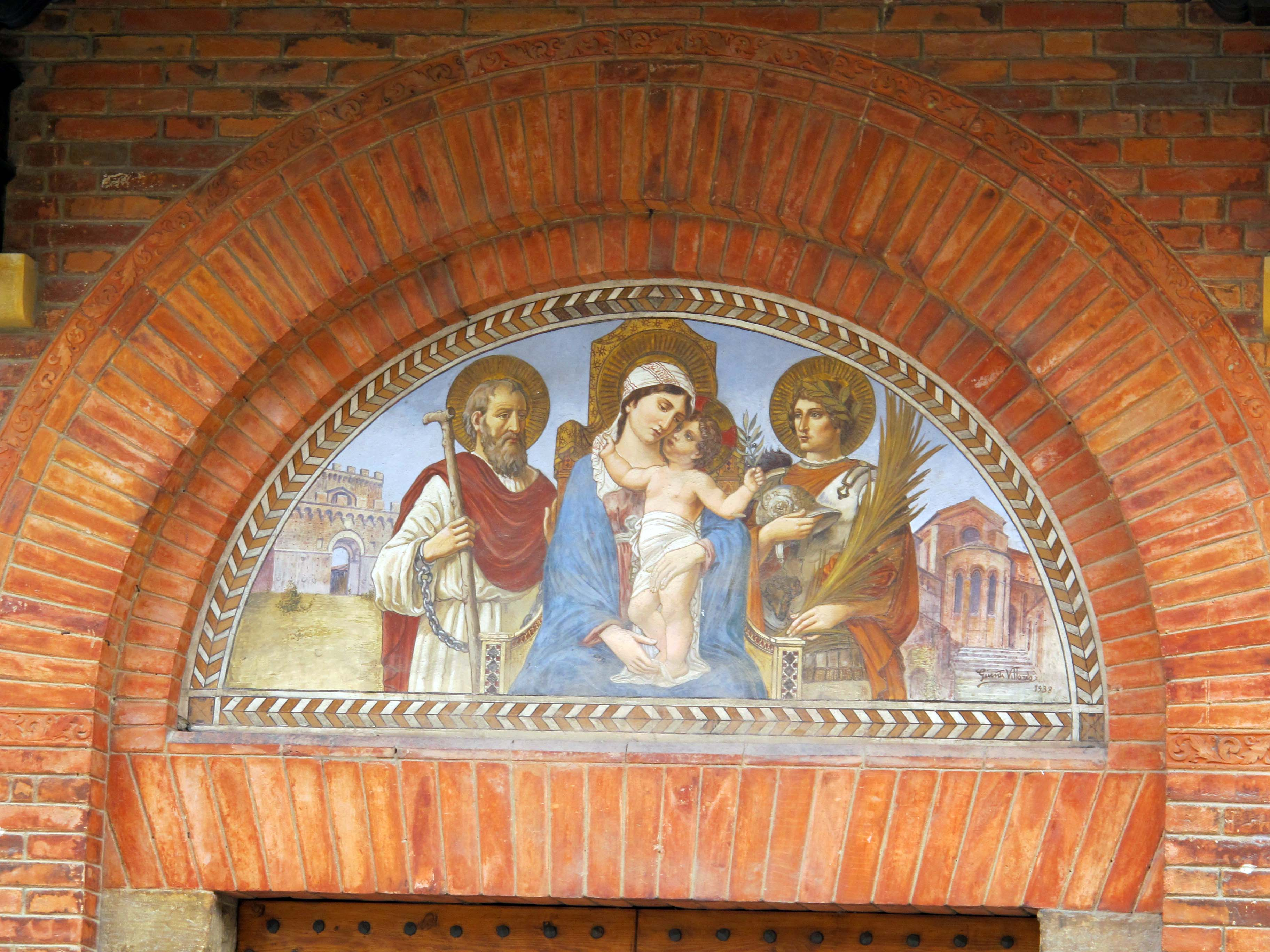
La lunetta

Stretta tra due edifici, la facciata in laterizio della chiesetta di S. Leonardo si presenta in stile neo-romanico, con portale centrale sovrastato da una lunetta e protetto da una lunga tettoia sorretta da mensole in legno, rosone centrale nel settore superiore e tetto a capanna con piccolo campanile a vela sul lato destro. Oltre all'affresco di carattere sacro della lunetta, due stemmi ai lati del portale e quattro reggifiaccole in ferro battuto contribuiscono alla poco credibile caratterizzazione medievale della facciata, voluta dall'arch. Bellini nel 1938 con un intervento che appare peraltro riconoscibilissimo.

### Interno
Ben diverso il carattere dell'interno: varcata la soglia, le quattro grigie colonne tuscaniche che sorreggono la cantoria fungono da diaframma prima del vasto, nitido spazio dell'aula, totalmente spogliata dei suoi attributi sacri. Quello che appare è una grande sala con raffinati, lineari elementi di arredo coniugati con eccezionali decorazioni e pezzi d'arte.
Al centro dell'aula, pavimentata in cotto montato in diagonale, è disposto un tavolo in legno chiaro disegnato da Michelucci; sulle pareti, dipinte in bianco e intervallate da lesene dipinte in grigio al pari della zoccolatura e del cornicione superiore, spiccano le due grandi tele ottocentesche opera del Montorselli, poste una per lato al di sopra delle lunghe cassettiere anch'esse firmate da Michelucci. Sulla cantoria, chiusa da una balaustrata a colonnine, si trova un organo settecentesco ornato dai simboli della contrada; di fronte, lo spazio absidale, leggermente rialzato rispetto al pavimento dell'aula, è dipinto in grigio-bruno ed ospita la mensa e il tabernacolo seicenteschi, interpretati tuttavia come semplici elementi di arredo.
Oltre il cornicione modanato che conclude il primo ordine, i pennacchi e le ghiere degli archi recano decorazioni monocrome in grigio sottolineate da sottili cornici dorate; la volta è ornata dagli affreschi neoclassici del pittore senese Rossi, mentre il catino dell'abside conserva l'affresco barocco. L'illuminazione dell'aula è data da faretti disposti nei quattro angoli al di sopra del cornicione, che li nasconde; sulle lesene che scandiscono le pareti laterali e sui pilastri dell'arcone frontale sono montati gli appliques porta candele seicenteschi.
Nel semicerchio dell'abside si aprono due porticine che immettono in un piccolo andito e quindi nello spazio retrostante: sul luogo delle tre piccole stanze preesistenti, usate come sacrestia e luoghi di riunione della contrada, è stato ricavato un unico ampio vano soppalcato e ben illuminato da due finestre, dove è apertamente denunciato l'intervento architettonico compiuto.
La pavimentazione è in cotto, intervallata da strisce in marmo bianco che segnano le partizioni delle stanze preesistenti; le pareti sono intonacate e dipinte in bianco, ad eccezione del settore dell'entrata lasciato in mattoni a vista; sull'angolo opposto al vano di accesso è collocata la scala in legno del soppalco, che è sostenuto da una struttura metallica con travi a doppio T dipinta di rosso acceso. L'orditura lignea della copertura, rafforzata da puntoni e travi di sostegno imbullonati alla struttura in ferro, è lasciata a vista.
Lungo le pareti e al centro della stanza sono collocate teche per l'esposizione di costumi e di diversi attributi della Contrada; il lungo tavolo in legno di Michelucci, sul quale è esposto il modello del primo progetto per il vicino Museo della Contrada, è addossato alla parete di fronte alle finestre ed è affiancato da due poltroncine settecentesche in legno bianco con dorature, facenti parte degli arredi originali dell'Oratorio.
Lo spazio del soppalco, che ospita ancora una volta teche espositive, cimeli e pezzi artistici del patrimonio della Contrada, è perimetrato da una linea spezzata che segue l'irregolarità della parete posteriore, chiuso da un parapetto attrezzato a panca apribile; il piano di calpestio è in doghe in legno disposte in senso trasversale.